# Hôtel Coignard
L'hôtel des Coignard est un hôtel particulier bâti à Nogent-sur-Marne, dans le Val-de-Marne.

## Histoire
Ses façades, ses toitures et son escalier principal ont été inscrits monuments historiques en 1991.

## Description
Structures hébergées au Carré des Coignard
- L'espace d'exposition Le Carré des Coignard est situé au rez-de-chaussée. Une dizaine d'expositions (peintures, sculptures) ont lieu chaque année, ainsi que des expositions thématiques lors des journées du patrimoine ou du festival du développement durable.
- Le Conservatoire de musique et d'art dramatique Francis Poulenc, service municipal depuis février 2011, est installé aux premier et second étages depuis septembre 2002.
- L'association l'Académie des vins blancs est installée au rez-de-chaussée depuis avril 2010.

## Galerie d'images

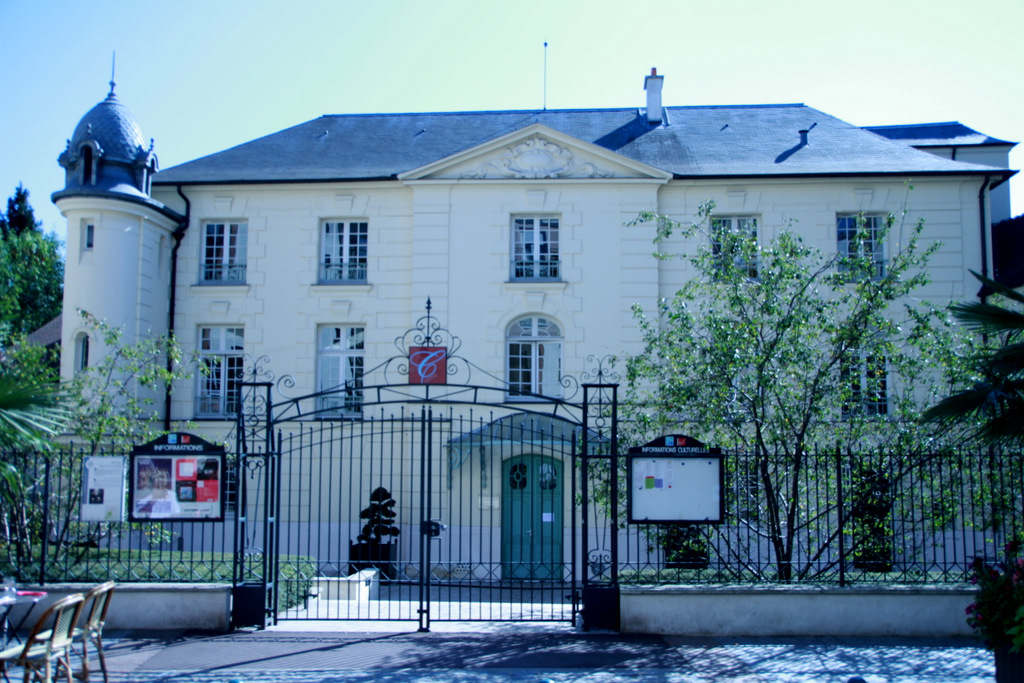
Vue d'ensemble
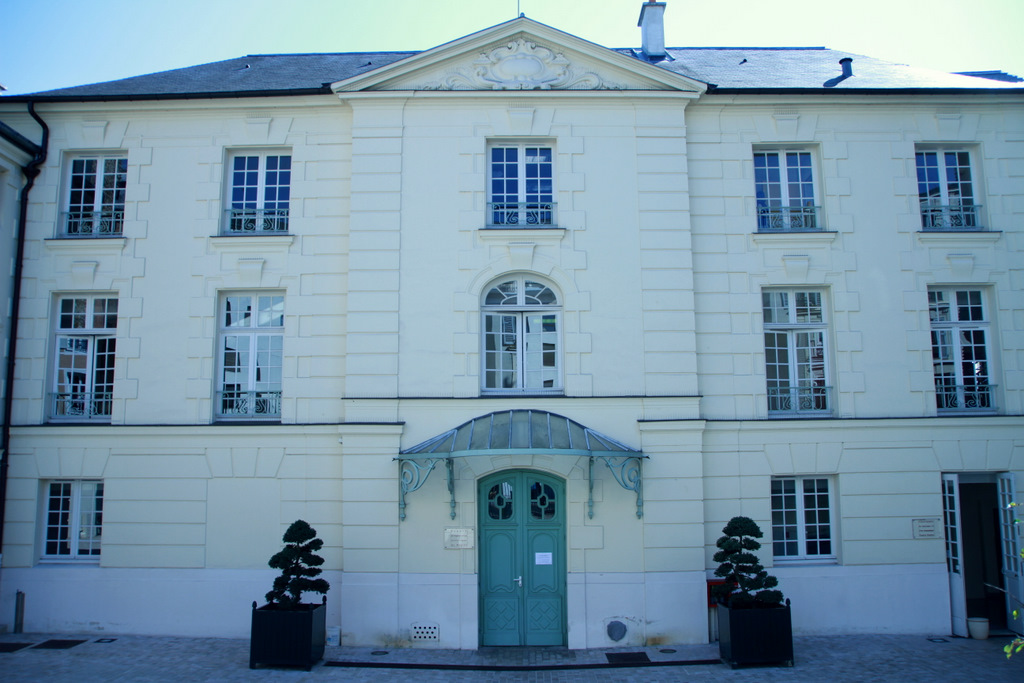
Façade
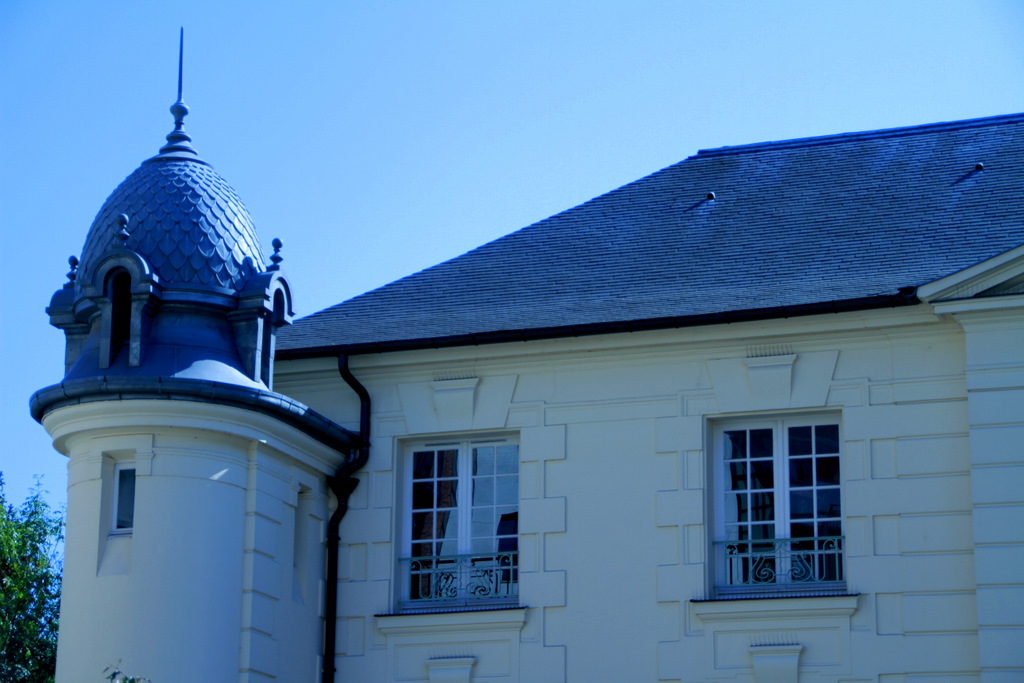
Toit